# 李皐 (崇禎進士)
李臯（1612年—？年），号青巖，直隶顺天府漷县籍山西翼城县人。明末政治人物。

## 生平
天啓七年（1627年）丁卯科順天府乡试舉人，崇祯七年（1634年）甲戌科三甲二百十九名进士，工部观政後，次年授太康知县，十二年升南京礼部仪制司主事，十三年升南吏部稽勋司郎中，十四年升陕西参议。

## 家族
曾祖李伟，太傅安国公谥恭简；祖李文全，太傅安国公；父李诚钜，中军都督府都督同知。